# Shivika Burman
Shivika Burman (Hindi: शिविका बर्मन; * 21. Oktober 1989) ist eine ehemalige indische Tennisspielerin.

## Karriere
Burman begann mit neun Jahren das Tennisspielen und bevorzugte Sandplätze. Sie spielte überwiegend Turniere auf der ITF Women’s World Tennis Tour, wo sie je einen Titel im Einzel und Doppel gewonnen hat.

## Turniersiege

### Einzel
| Nr. | Datum             | Turnier  | Kategorie   | Belag     | Finalgegnerin      | Ergebnis      |
| --- | ----------------- | -------- | ----------- | --------- | ------------------ | ------------- |
| 1.  | 18. Dezember 2011 | Djibouti | ITF $10.000 | Hartplatz | Margarita Lasarewa | 7:5, 0:6, 6:3 |

### Doppel
| Nr. | Datum         | Turnier             | Kategorie   | Belag     | Partnerin            | Finalgegnerinnen              | Ergebnis |
| --- | ------------- | ------------------- | ----------- | --------- | -------------------- | ----------------------------- | -------- |
| 1.  | 11. Juni 2016 | Scharm asch-Schaich | ITF $10.000 | Hartplatz | Varunya Wongteanchai | Sabrina Bamburac Brenda Njuki | 6:3, 6:4 |